# Nanorana pleskei
Nanorana pleskei és una espècie de granota que viu a la Xina. Està amenaçada d'extinció per la pèrdua del seu hàbitat natural.